# Willy Funda
Willy Funda (* 6. März 1906 in Schöneiche; † 1. Dezember 1988 in Zossen) war ein deutscher Radrennfahrer.
Willy Funda war in den 1930er Jahren ein populärer deutscher Sechstagefahrer, wegen seiner zierlichen Statur „det kleene Wunda“ genannt. Er startete zwischen 1929 und 1936 bei 31 „Six days“. 1934 gewann er die erste Austragung des Sechstagerennens von Kopenhagen, gemeinsam mit Hans Pützfeld.
Nach dem Zweiten Weltkrieg versuchte er ein Comeback und wurde 1948, im Alter von 40 Jahren, mit Gerhard Bolte deutscher Meister im Zweier-Mannschaftsfahren. 1950 beendete er seine Radsport-Laufbahn.
Als Trainer betreute Funda u. a. seinen Sohn Benno, der bei der Internationalen Friedensfahrt 1955 die achte Etappe in Berlin gewann. Schon während seiner Radsport-Laufbahn und anschließend betrieb er in seinem Heimatort eine Bienen- und Nutriazucht.